# Colloque international sur les origines du gnosticisme
Le Colloque international sur les origines du gnosticisme s'est tenu à l'université de Messine du 13 au 18 avril 1966 avec la International Association for the History of Religions et la Società italiana di storia delle religioni. Le colloque avait pour but d'étudier les origines et la définition du gnosticisme et de la gnose. 69 universitaires ont participé au colloque, 15 autres ont envoyé des textes.
Les participants du colloque « sont convenus de définir le gnosticisme comme « un certain groupe de systèmes du IIe siècle apr. J.-C. que tout le monde s’accorde à nommer ainsi » et la gnose comme une « connaissance des mystères divins réservés à une élite » 